# Нер (река)
Нер (пол. Ner) — река в Польше, правый приток Варты, протекает по территории Лодзинского и Великопольского воеводств в центральной части страны.
Длина реки составляет 126 км, площадь водосборного бассейна — 1,9 тыс. км². Средний расход воды в нижнем течении около Домбе с 1951 по 1990 года — 10 м³/с.
Нер начинается на высоте около 205 м над уровнем моря близ села Виснёва-Гура у юго-восточной окраины Лодзи. В верхней половине течёт преимущественно на северо-запад, далее поворачивает на север, а затем на запад, ниже Домбе около устья преобладающим направлением течения вновь становится северо-запад. Напротив Добрува сливается со средним течением Варты на высоте 92 м над уровнем моря.
Основные притоки (от устья): Гнида (правый), Белдувка (правый), Пися (левый, впадает около Бусины), Пися (левый, впадает около Малыни), Добжинка (левый).
Крупнейшие населённые пункты на реке (от истока): Жгув, Лодзь, Константынув-Лудзки, Поддембице, Домбе.